# Académie militaire turque
Pour les articles homonymes, voir KHO.
L'Académie militaire turque (en turc : Kara Harp Okulu ou KHO) est une académie militaire fondée à Istanbul en Turquie en 1834 et située actuellement à Ankara.

## Histoire
Initialement située dans le quartier de Harbiye à Istanbul, l'Académie a été créée en 1834 par le maréchal Ahmed Fevzi Pacha et Mehmed Pacha Namık. Les premiers officiers sortent diplômés en 1841. Sa création s'inscrit dans le plan de modernisation de l'Empire ottoman afin de former les cadres militaires de l'empire aux techniques les plus modernes. 
La modernisation de l'armée est lancée par le Sultan Mahmoud II, et poursuivie par son fils Abdülmecit Ier. En effet, Les janissaires, les chefs traditionnels de l'armée ottomane, sont démis de leurs fonctions et de le rôle traditionnel dans l'armée ottomane après l'Incident de 1826, le Vaka-i Hayriye.
À partir de 1883, les officiers de la mission militaire allemande exercent une influence croissante sur l'enseignement qu'ils essaient de réorganiser sur le modèle de l'Académie de guerre de Prusse. En 1909, elle est déménagée dans le palais de Yıldız.
Après la Première Guerre mondiale et le départ des officiers allemands, l'académie est déplacée temporairement à Ankara lors de la guerre d'indépendance turque. Les premiers officiers diplômés sortent de l'académie en novembre 1920 pour servir la nouvelle république de Turquie. Après le traité de Lausanne (1923), l'académie est ramenée à Istanbul. Le 25 septembre 1936, l'Académie militaire est de nouveau transférée définitivement dans un nouveau bâtiment à Ankara.

## Anciens étudiants
- Mustafa Kemal Atatürk
- İlker Başbuğ
- Yaşar Büyükanıt
- Kenan Evren
- Cemal Gürsel
- Aziz Nesin
- Hilmi Özkök
- Alparslan Türkeş
- Tahsin Yazıcı

## Source
- (en) Cet article est partiellement ou en totalité issu de l’article de Wikipédia en anglais intitulé « Turkish Military Academy » (voir la liste des auteurs).